# Walter Sawall
Walter Sawall, né le 18 juillet 1899 à Morgmroth bei Beuthen en  Silésie, aujourd'hui Ruda Śląska en Pologne et mort le 31 janvier 1953 à Erkner, est un cycliste allemand. Entre 1927 et 1931, il a remporté quatre médailles aux championnats du monde de demi-fond, dont deux médailles d'or en 1928 et 1931,.

## Biographie
Il quitte l'école à 15 ans afin de gagner de l'argent pour aider sa famille de huit frères et sœurs. Tout en distribuant des journaux et des marchandises, il pratique le cyclisme. Il gagne sa première compétition en 1916.
Vers 1920, L'entraineur Emil Meinhold (de) le fait débuter en demi-fond.
Pendant quatre ans, de 1927 à 1931, il est entrainé par Ernest Pasquier,, alors qu'aucun des deux ne parlent la langue de l'autre.
Sawall prend sa retraite en 1934 en raison d'une maladie intestinale développée à cause du cyclisme. En 1935, Walter Sawall est devenu si riche qu'il possède plusieurs villas ainsi qu'un avion de tourisme privé, acheté en 1930,.
Il meurt en 1953 d'un accident vasculaire cérébral.

## Palmarès sur piste

### Championnats du monde
- Cologne 1927
  -  Médaillé de bronze du demi-fond professionnels
- Budapest 1928
  -  Champion du monde de demi-fond professionnel, entrainé par Ernest Pasquier.
- Copenhague 1931
  -  Champion du monde de demi-fond professionnel, entrainé par Georges Groslimond[9].
- Rome 1932
  -  Médaillé d'argent du demi-fond professionnels

### Championnat d'Allemagne
- : Champion d'Allemagne de demi-fond en 1927, 1929 et 1931.

### Autres résultats notables
- Roue d'Or de Berlin : 1921, 1924, 1926 et 1928
- Grand Prix de l'Armistice de demi-fond au Vel' d'Hiv' : 1931[10].
- Grand Prix du Conseil municipal : 1931

## Hommage
Une rue d'Erkner (52° 24′ 52″ N, 13° 44′ 58″ E), où il habitait, porte son nom depuis 1932.